# Charlotte Mineau
Charlotte Mineau (24 de marzo de 1886 - 12 de octubre de 1979) fue una actriz estadounidense de la era del cine mudo que apareció en 65 películas entre 1913 y 1931.

## Filmografía seleccionada
- Two Hearts That Beat as Ten (1915, cortometraje) - La enfermera
- His New Job (1915, cortometraje) - Estrella de cine (no acreditada)
- Sweedie Goes to College (1915, cortometraje) - Mrs. Knowledge, la matrona
- A Bunch of Keys (1915) - Rose Keys
- A Night in the Show (1915, cortometraje) - Dama en los palcos (no acreditada)
- The Floorwalker (1916, cortometraje) - Detective en los grandes almacenes
- The Vagabond (1916, cortometraje) - Madre de la chica
- The Count (1916, cortometraje) - Mrs. Moneybags (no acreditada)
- The Pawnshop (1916, cortometraje) - Clienta (no acreditada)
- The Rink (1916, cortometraje) - Amiga de Edna (no acreditada)
- Easy Street (1917, cortometraje) - Esposa de Big Eric (no acreditada)
- Rosemary Climbs the Heights (1918) - Mme. Thamar Fedoreska
- Carolyn of the Corners (1919) - Amanda Parlow
- Married Life (1920) - la paciente impertinente
- Love, Honor and Behave (1920) - Una viuda alegre
- Love Is an Awful Thing (1922) - Marion
- The Extra Girl (1923) - Belle Brown
- Happiness (1924) - Jefa de vendedoras
- Baby Clothes (1926, cortometraje) - Mrs. Weedle
- Sparrows (1926) - Mrs. Grimes
- Get 'Em Young (1926, cortometraje) - Novia comprada
- 45 Minutes from Hollywood (1926, cortometraje) - Madre de Orville
- Love 'em and Weep (1927, cortometraje) - Mrs. Aggie Tillsbury
- The First Auto (1927) - Mrs. Stebbins (no acreditada)
- Sugar Daddies (1927, cortometraje) - Mrs. Brittle
- Monkey Business (1931)
- Beach Pajamas (1931, cortometraje)
- Strictly Unreliable (1932, cortometraje) - Mrs. Hawkins, la casera